# Emma Augier de Moussac

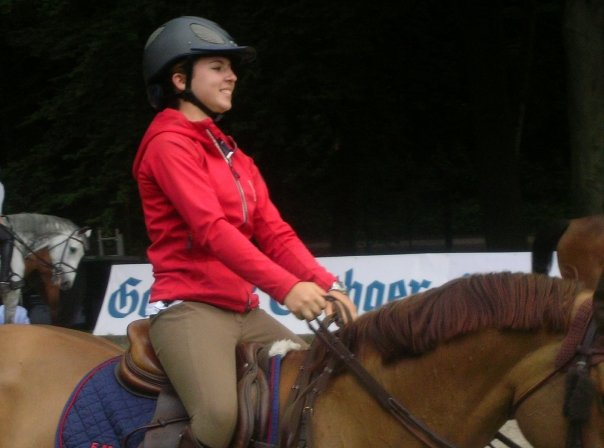
Emma Augier de Moussac

Emma Augier de Moussac (* 9. April 1990 in Prag) ist eine tschechische Springreiterin.

## Leben
Emma Augier de Moussac wuchs in Frankreich auf. Sie stammt aus einer Reiterfamilie. Ihre tschechische Mutter feierte in Frankreich als Springreiterin bis zum nationalen Grand Prix Level Erfolge, ihr Onkel trainiert Rennpferde. Mit 15 Jahren entschied sich Augier de Moussac Springreiterin zu werden, konzentrierte sich allerdings erst mit 17 Jahren voll auf den Sport. Als Junge Reiterin nahm sie 2008 (mit L. Silver Joter) und 2011 (mit Wembley) an den Europameisterschaften ihrer Altersklasse teil.
Mit Danthe gewann sie im Juli 2014 als Teil der tschechischen Mannschaft den Nationenpreis von Ungarn. Im September des Jahres nahm sie erstmals nach verlassen des Junge-Reiter-Alters an einem internationalen Championat teil, bei den Weltreiterspielen in Caen belegte sie Danthe jeweils hintere Plätze (24. Platz mit der Mannschaft, 109. Rang im Einzel). Im Folgejahr nahm sie an den Europameisterschaften in Aachen mit Charlie Brown teil (22. Platz mit der Mannschaft, 84. Rang im Einzel)
Im Jahr 2015 war sie mit Charlie Brown Teil der siegreichen Nationenpreismannschaft in Linz, zudem war sie bei den Nationenpreisen in Budapest (2. Platz mit Charlie Brown) und Arezzo (3. Platz mit Charlie Brown) sowie beim Nationenpreisfinale in Barcelona (ebenso mit Charlie Brown) am Start. Aufgrund der starken Ergebnisse in der Saison 2015 stieg Tschechien erstmals in die europäische Topliga des Furusiyya FEI Nations Cups auf. In der Europa-Liga 1 kam Augier de Moussac mit Charlie Brown im Jahr 2016 in St. Gallen, Falsterbo und Dublin zum Einsatz.
Augier de Moussac trainierte unter anderem bei Paul Schockemöhle, Jeroen Dubbeldam, Hendrik Snoek und Heinrich-Hermann Engemann. Nach einigen Jahren im Stall von Torben Köhlbrandt in Ibbenbüren ist sie nun bei Vincent Voorn in Weert stationiert.

## Pferde (Auswahl)
aktuelle:
- Charlie Brown (* 2005), dunkelbrauner Belgischer Warmblutwallach, Vater: Diamant de Semilly, Muttervater: Burggraaf[3]

ehemalige Turnierpferde:
- L. Silver Joter (* 1996; † 2010), Schimmelhengst, Vater: Lucky Boy Joter, Muttervater: Silbersee
- Wembley (* 2003), Holsteiner Schimmelhengst, Vater: Cassini I, Muttervater: Lucky Lionell; seit 2015 hauptsächlich von Charlotte Augier de Moussac geritten[4]
- Danthe RDPS (* 2003), braune BWP-Stute, Vater: Thunder van de Zuuthoeve, Muttervater: Palestro vd Begijnakker D'02; im Sommer 2015 von Paris Sellon geritten, seit dem Herbst 2015 von Alba Valle Espinedo geritten

## Erfolge (Auswahl)
- 2008: 3. Platz im Großen Preis von Dresden (CSI 3*) mit L. Silver Joter[5]
- 2010: 1. Platz im Großen Preis von Rulle mit Wembley
- 2013: 1. Platz im Großen Preis von Genainville (CSI 3*) mit Wembley
- 2016: 1. Platz im Großen Preis des CSI 2* 'Top Series' beim Brussels Stephex Masters mit Kanonja[6]
- 2017: 2. Platz im Großen Preis der dritten Woche der Sunshine Tour (CSI 4* Vejer de la Frontera) mit Diva[7]